# ساحل‌لر
ساحل‌لر (به لاتین: Sahillər) یک منطقه مسکونی در جمهوری آذربایجان است که در شهرستان خاچماز واقع شده است.